# Инкаш (река)
Инкаш — река в России, протекает в Рязанской области. Левый приток реки Тырница.

## География
Река Инкаш берёт начало у деревни Фёдоровка Шацкого района. Течёт на север. На реке расположены сёла Романовы Дарки и Карабухино Путятинского района. В 1,6 км от устья река Инкаш принимает воды своего основного левого притока, одноимённого ручья Инкаш. Устье реки находится в 65 км по левому берегу реки Тырница. Длина реки составляет 22 км, площадь водосборного бассейна 181 км².

## Данные водного реестра
По данным государственного водного реестра России относится к Окскому бассейновому округу, водохозяйственный участок реки — Ока от города Рязань до водомерного поста у села Копоново, без реки Проня, речной подбассейн реки — бассейны притоков Оки до впадения Мокши. Речной бассейн реки — Ока.
Код объекта в государственном водном реестре — 09010102212110000026109.